# Władysław Żmuda
Władysław Antoni Żmuda (Lublino, 6 giugno 1954) è un allenatore di calcio ed ex calciatore polacco, di ruolo difensore.

## Carriera

### Giocatore

#### Club

Żmuda (a destra) in azione alla Cremonese nel 1985, in contrasto sull'avellinese Colomba.

Debutta nella massima divisione polacca nella stagione 1972-1973 tra le file del Gwardia Varsavia, passando due anni dopo allo Śląsk Breslavia. Qui conquista la Coppa nel 1976 e il titolo nel 1977. Vince poi altri due scudetti nel 1981 e nel 1982, questa volta con la maglia del Widzew Łódź.
Żmuda lascia la Polonia nel 1982 per trasferirsi in Italia, nel neopromosso Verona: è il primo giocatore polacco, assieme a Zbigniew Boniek, a giocare nella Serie A. Il suo rendimento nella città scaligera è tuttavia pesantemente condizionato da un grave infortunio al ginocchio e da un intervento chirurgico sbagliato, così si deve accontentare di 7 presenze in due anni. Dopo una breve parentesi nei N.Y. Cosmos viene ingaggiato dalla Cremonese, che ha appena riconquistato la massima divisione: nei grigio-rossi va a formare la coppia di stranieri con Juary, ma la squadra retrocede immediatamente. Żmuda scende in campo 12 volte e mette a segno una rete, quella nel pareggio contro la Lazio.
Il polacco rimane a Cremona anche nelle due stagioni successive, in Serie B: mette insieme 28 presenze nel primo anno (nono posto) ma solamente 3 nel secondo (quinto posto), chiudendo subito dopo la carriera.

#### Nazionale
Esordisce con la Polonia il 21 novembre 1973 in un'amichevole contro l'Irlanda, venendo poi convocato per il campionato del mondo 1974. Debutta nella manifestazione nella prima partita della prima fase (vittoria per 3-2 contro l'Argentina) e gioca tutte le gare del torneo, inclusa la finale per il terzo posto contro il Brasile, vinta per 1-0. Disputa inoltre tutti gli incontri nei successivi Mondiali del 1978 (6) e del 1982 (7, tra i quali la semifinale contro l'Italia, persa 2-0, e la finale per il terzo posto contro la Francia, vinta invece per 3-2). Partecipa anche al campionato del mondo 1986 ma scende in campo solo una volta, nell'ottavo contro il Brasile perso per 4-0. Chiude l'avventura in Nazionale proprio con questa gara, con 91 presenze e 2 reti all'attivo.
Ha vinto anche la medaglia d'argento alle Olimpiadi di Montréal 1976.

### Allenatore
Laureato presso l'Accademia di Educazione Fisica di Breslavia, come allenatore, ha lavorato come assistente per la nazionale maggiore dopo la mancata qualificazione alle olimpiadi di Sydney 2000 e dopo il campionato del mondo 2002.
Negli anni successivi ha condotto varie rappresentative giovanili del suo Paese.

## Statistiche

### Cronologia presenze e reti in nazionale
| Cronologia completa delle presenze e delle reti in nazionale ― Polonia | Cronologia completa delle presenze e delle reti in nazionale ― Polonia | Cronologia completa delle presenze e delle reti in nazionale ― Polonia | Cronologia completa delle presenze e delle reti in nazionale ― Polonia | Cronologia completa delle presenze e delle reti in nazionale ― Polonia | Cronologia completa delle presenze e delle reti in nazionale ― Polonia | Cronologia completa delle presenze e delle reti in nazionale ― Polonia | Cronologia completa delle presenze e delle reti in nazionale ― Polonia |
| Data                                                                   | Città                                                                  | In casa                                                                | Risultato                                                              | Ospiti                                                                 | Competizione                                                           | Reti                                                                   | Note                                                                   |
| ---------------------------------------------------------------------- | ---------------------------------------------------------------------- | ---------------------------------------------------------------------- | ---------------------------------------------------------------------- | ---------------------------------------------------------------------- | ---------------------------------------------------------------------- | ---------------------------------------------------------------------- | ---------------------------------------------------------------------- |
| 21-10-1973                                                             | Dublino                                                                | Irlanda                                                                | 1 – 0                                                                  | Polonia                                                                | Amichevole                                                             | -                                                                      |                                                                        |
| 15-4-1974                                                              | Port-au-Prince                                                         | Haiti                                                                  | 1 – 3                                                                  | Polonia                                                                | Amichevole                                                             | -                                                                      |                                                                        |
| 15-5-1974                                                              | Varsavia                                                               | Polonia                                                                | 2 – 0                                                                  | Grecia                                                                 | Amichevole                                                             | -                                                                      |                                                                        |
| 15-6-1974                                                              | Stoccarda                                                              | Argentina                                                              | 2 – 3                                                                  | Polonia                                                                | Mondiali 1974 - 1º turno                                               | -                                                                      |                                                                        |
| 19-6-1974                                                              | Monaco di Baviera                                                      | Haiti                                                                  | 0 – 7                                                                  | Polonia                                                                | Mondiali 1974 - 1º turno                                               | -                                                                      |                                                                        |
| 23-6-1974                                                              | Stoccarda                                                              | Polonia                                                                | 2 – 1                                                                  | Italia                                                                 | Mondiali 1974 - 1º turno                                               | -                                                                      |                                                                        |
| 26-6-1974                                                              | Stoccarda                                                              | Svezia                                                                 | 0 – 1                                                                  | Polonia                                                                | Mondiali 1974 - 2º turno                                               | -                                                                      |                                                                        |
| 30-6-1974                                                              | Francoforte sul Meno                                                   | Polonia                                                                | 2 – 1                                                                  | Jugoslavia                                                             | Mondiali 1974 - 2º turno                                               | -                                                                      |                                                                        |
| 3-7-1974                                                               | Francoforte sul Meno                                                   | Germania Ovest                                                         | 1 – 0                                                                  | Polonia                                                                | Mondiali 1974 - 2º turno                                               | -                                                                      |                                                                        |
| 6-7-1974                                                               | Monaco di Baviera                                                      | Brasile                                                                | 0 – 1                                                                  | Polonia                                                                | Mondiali 1974 - Finale 3º posto                                        | -                                                                      |                                                                        |
| 26-3-1975                                                              | Poznań                                                                 | Polonia                                                                | 7 – 0                                                                  | Stati Uniti                                                            | Amichevole                                                             | -                                                                      |                                                                        |
| 19-4-1975                                                              | Roma                                                                   | Italia                                                                 | 0 – 0                                                                  | Polonia                                                                | Qual. Euro 1976                                                        | -                                                                      |                                                                        |
| 28-5-1975                                                              | Halle/Saale                                                            | Germania Est                                                           | 1 – 2                                                                  | Polonia                                                                | Amichevole                                                             | -                                                                      |                                                                        |
| 24-6-1975                                                              | Seattle                                                                | Stati Uniti                                                            | 0 – 4                                                                  | Polonia                                                                | Amichevole                                                             | -                                                                      |                                                                        |
| 6-7-1975                                                               | Montréal                                                               | Canada                                                                 | 1 – 8                                                                  | Polonia                                                                | Amichevole                                                             | -                                                                      |                                                                        |
| 9-7-1975                                                               | Montréal                                                               | Canada                                                                 | 1 – 4                                                                  | Polonia                                                                | Amichevole                                                             | -                                                                      | 46’                                                                    |
| 17-9-1975                                                              | Chorzów                                                                | Polonia                                                                | 4 – 1                                                                  | Paesi Bassi                                                            | Qual. Euro 1976                                                        | -                                                                      |                                                                        |
| 8-10-1975                                                              | Łódź                                                                   | Polonia                                                                | 4 – 2                                                                  | Ungheria                                                               | Amichevole                                                             | -                                                                      |                                                                        |
| 15-10-1975                                                             | Amsterdam                                                              | Paesi Bassi                                                            | 3 – 0                                                                  | Polonia                                                                | Qual. Euro 1976                                                        | -                                                                      |                                                                        |
| 26-10-1975                                                             | Varsavia                                                               | Polonia                                                                | 0 – 0                                                                  | Italia                                                                 | Qual. Euro 1976                                                        | -                                                                      |                                                                        |
| 24-3-1976                                                              | Chorzów                                                                | Polonia                                                                | 1 – 2                                                                  | Argentina                                                              | Amichevole                                                             | -                                                                      | 64’                                                                    |
| 11-5-1976                                                              | Basilea                                                                | Svizzera                                                               | 2 – 1                                                                  | Polonia                                                                | Amichevole                                                             | -                                                                      |                                                                        |
| 26-5-1976                                                              | Poznań                                                                 | Polonia                                                                | 0 – 2                                                                  | Irlanda                                                                | Amichevole                                                             | -                                                                      | 46’                                                                    |
| 18-7-1976                                                              | Montréal                                                               | Cuba                                                                   | 0 – 0                                                                  | Polonia                                                                | Olimpiadi 1976                                                         | -                                                                      |                                                                        |
| 22-7-1976                                                              | Montréal                                                               | Iran                                                                   | 2 – 3                                                                  | Polonia                                                                | Olimpiadi 1976                                                         | -                                                                      |                                                                        |
| 25-7-1976                                                              | Montréal                                                               | Corea del Nord                                                         | 0 – 5                                                                  | Polonia                                                                | Olimpiadi 1976                                                         | -                                                                      |                                                                        |
| 31-7-1976                                                              | Montréal                                                               | Germania Est                                                           | 3 – 1                                                                  | Polonia                                                                | Olimpiadi 1976                                                         | -                                                                      |                                                                        |
| 16-10-1976                                                             | Porto                                                                  | Portogallo                                                             | 0 – 2                                                                  | Polonia                                                                | Qual. Mondiali 1978                                                    | -                                                                      | 71’                                                                    |
| 31-10-1976                                                             | Varsavia                                                               | Polonia                                                                | 5 – 0                                                                  | Cipro                                                                  | Qual. Mondiali 1978                                                    | -                                                                      |                                                                        |
| 13-4-1977                                                              | Budapest                                                               | Ungheria                                                               | 2 – 1                                                                  | Polonia                                                                | Amichevole                                                             | -                                                                      |                                                                        |
| 24-4-1977                                                              | Dublino                                                                | Irlanda                                                                | 0 – 0                                                                  | Polonia                                                                | Amichevole                                                             | -                                                                      |                                                                        |
| 1-5-1977                                                               | Copenaghen                                                             | Danimarca                                                              | 1 – 2                                                                  | Polonia                                                                | Qual. Mondiali 1978                                                    | -                                                                      |                                                                        |
| 15-5-1977                                                              | Limassol                                                               | Cipro                                                                  | 1 – 3                                                                  | Polonia                                                                | Qual. Mondiali 1978                                                    | -                                                                      |                                                                        |
| 29-5-1977                                                              | Buenos Aires                                                           | Argentina                                                              | 3 – 1                                                                  | Polonia                                                                | Amichevole                                                             | -                                                                      |                                                                        |
| 10-6-1977                                                              | Lima                                                                   | Perù                                                                   | 1 – 3                                                                  | Polonia                                                                | Amichevole                                                             | -                                                                      |                                                                        |
| 19-6-1977                                                              | San Paolo                                                              | Brasile                                                                | 3 – 1                                                                  | Polonia                                                                | Amichevole                                                             | -                                                                      |                                                                        |
| 7-9-1977                                                               | Volgograd                                                              | Unione Sovietica                                                       | 4 – 1                                                                  | Polonia                                                                | Amichevole                                                             | -                                                                      |                                                                        |
| 21-9-1977                                                              | Chorzów                                                                | Polonia                                                                | 4 – 1                                                                  | Danimarca                                                              | Qual. Mondiali 1978                                                    | -                                                                      |                                                                        |
| 29-10-1977                                                             | Chorzów                                                                | Polonia                                                                | 1 – 1                                                                  | Portogallo                                                             | Qual. Mondiali 1978                                                    | -                                                                      |                                                                        |
| 12-11-1977                                                             | Breslavia                                                              | Polonia                                                                | 2 – 1                                                                  | Svezia                                                                 | Amichevole                                                             | -                                                                      |                                                                        |
| 22-3-1978                                                              | Lussemburgo                                                            | Lussemburgo                                                            | 1 – 3                                                                  | Polonia                                                                | Amichevole                                                             | -                                                                      |                                                                        |
| 5-4-1978                                                               | Poznań                                                                 | Polonia                                                                | 5 – 2                                                                  | Grecia                                                                 | Amichevole                                                             | 1                                                                      |                                                                        |
| 12-4-1978                                                              | Łódź                                                                   | Polonia                                                                | 3 – 0                                                                  | Irlanda                                                                | Amichevole                                                             | -                                                                      |                                                                        |
| 26-4-1978                                                              | Varsavia                                                               | Polonia                                                                | 1 – 0                                                                  | Bulgaria                                                               | Amichevole                                                             | -                                                                      |                                                                        |
| 1-6-1978                                                               | Buenos Aires                                                           | Germania Ovest                                                         | 0 – 0                                                                  | Polonia                                                                | Mondiali 1978 - 1º turno                                               | -                                                                      |                                                                        |
| 6-6-1978                                                               | Rosario                                                                | Polonia                                                                | 1 – 0                                                                  | Tunisia                                                                | Mondiali 1978 - 1º turno                                               | -                                                                      |                                                                        |
| 10-6-1978                                                              | Rosario                                                                | Messico                                                                | 1 – 3                                                                  | Polonia                                                                | Mondiali 1978 - 1º turno                                               | -                                                                      |                                                                        |
| 14-6-1978                                                              | Rosario                                                                | Argentina                                                              | 2 – 0                                                                  | Polonia                                                                | Mondiali 1978 - 2º turno                                               | -                                                                      |                                                                        |
| 18-6-1978                                                              | Mendoza                                                                | Perù                                                                   | 0 – 1                                                                  | Polonia                                                                | Mondiali 1978 - 2º turno                                               | -                                                                      |                                                                        |
| 21-6-1978                                                              | Mendoza                                                                | Brasile                                                                | 3 – 1                                                                  | Polonia                                                                | Mondiali 1978 - 2º turno                                               | -                                                                      |                                                                        |
| 11-10-1978                                                             | Bucarest                                                               | Romania                                                                | 1 – 0                                                                  | Polonia                                                                | Amichevole                                                             | -                                                                      |                                                                        |
| 15-11-1978                                                             | Breslavia                                                              | Polonia                                                                | 2 – 0                                                                  | Svizzera                                                               | Qual. Euro 1980                                                        | -                                                                      |                                                                        |
| 18-2-1979                                                              | Tunisi                                                                 | Tunisia                                                                | 0 – 2                                                                  | Polonia                                                                | Amichevole                                                             | -                                                                      |                                                                        |
| 21-2-1979                                                              | Algeri                                                                 | Algeria                                                                | 0 – 1                                                                  | Polonia                                                                | Amichevole                                                             | -                                                                      |                                                                        |
| 18-4-1979                                                              | Lipsia                                                                 | Germania Est                                                           | 2 – 1                                                                  | Polonia                                                                | Qual. Euro 1980                                                        | -                                                                      |                                                                        |
| 2-5-1979                                                               | Chorzów                                                                | Polonia                                                                | 2 – 0                                                                  | Paesi Bassi                                                            | Qual. Euro 1980                                                        | -                                                                      |                                                                        |
| 26-3-1980                                                              | Budapest                                                               | Ungheria                                                               | 2 – 1                                                                  | Polonia                                                                | Amichevole                                                             | -                                                                      |                                                                        |
| 19-4-1980                                                              | Torino                                                                 | Italia                                                                 | 2 – 2                                                                  | Polonia                                                                | Amichevole                                                             | -                                                                      |                                                                        |
| 26-4-1980                                                              | Borovo Naselje                                                         | Jugoslavia                                                             | 2 – 1                                                                  | Polonia                                                                | Amichevole                                                             | -                                                                      |                                                                        |
| 13-5-1980                                                              | Francoforte sul Meno                                                   | Germania Ovest                                                         | 3 – 1                                                                  | Polonia                                                                | Amichevole                                                             | -                                                                      |                                                                        |
| 28-5-1980                                                              | Poznań                                                                 | Polonia                                                                | 1 – 0                                                                  | Scozia                                                                 | Amichevole                                                             | -                                                                      |                                                                        |
| 22-6-1980                                                              | Varsavia                                                               | Polonia                                                                | 3 – 0                                                                  | Iraq                                                                   | Amichevole                                                             | -                                                                      | 67’                                                                    |
| 24-9-1980                                                              | Chorzów                                                                | Polonia                                                                | 1 – 1                                                                  | Cecoslovacchia                                                         | Amichevole                                                             | -                                                                      |                                                                        |
| 12-10-1980                                                             | Buenos Aires                                                           | Argentina                                                              | 2 – 1                                                                  | Polonia                                                                | Amichevole                                                             | -                                                                      | cap.                                                                   |
| 12-11-1980                                                             | Barcellona                                                             | Spagna                                                                 | 1 – 2                                                                  | Polonia                                                                | Amichevole                                                             | -                                                                      | cap.                                                                   |
| 2-5-1981                                                               | Chorzów                                                                | Polonia                                                                | 1 – 0                                                                  | Germania Est                                                           | Qual. Mondiali 1982                                                    | -                                                                      |                                                                        |
| 24-5-1981                                                              | Bydgoszcz                                                              | Polonia                                                                | 3 – 0                                                                  | Irlanda                                                                | Amichevole                                                             | -                                                                      |                                                                        |
| 2-9-1981                                                               | Chorzów                                                                | Polonia                                                                | 0 – 2                                                                  | Germania Ovest                                                         | Amichevole                                                             | -                                                                      |                                                                        |
| 23-9-1981                                                              | Lisbona                                                                | Portogallo                                                             | 2 – 0                                                                  | Polonia                                                                | Amichevole                                                             | -                                                                      | cap.                                                                   |
| 10-10-1981                                                             | Lipsia                                                                 | Germania Est                                                           | 2 – 3                                                                  | Polonia                                                                | Qual. Mondiali 1982                                                    | -                                                                      |                                                                        |
| 28-10-1981                                                             | Buenos Aires                                                           | Argentina                                                              | 1 – 2                                                                  | Polonia                                                                | Amichevole                                                             | -                                                                      |                                                                        |
| 15-11-1981                                                             | Breslavia                                                              | Polonia                                                                | 6 – 0                                                                  | Malta                                                                  | Qual. Mondiali 1982                                                    | -                                                                      | cap.                                                                   |
| 14-6-1982                                                              | Vigo                                                                   | Italia                                                                 | 0 – 0                                                                  | Polonia                                                                | Mondiali 1982 - 1º turno                                               | -                                                                      | cap.                                                                   |
| 19-6-1982                                                              | La Coruña                                                              | Camerun                                                                | 0 – 0                                                                  | Polonia                                                                | Mondiali 1982 - 1º turno                                               | -                                                                      | cap.                                                                   |
| 22-6-1982                                                              | La Coruña                                                              | Polonia                                                                | 5 – 1                                                                  | Perù                                                                   | Mondiali 1982 - 1º turno                                               | -                                                                      | cap.                                                                   |
| 28-6-1982                                                              | Barcellona                                                             | Belgio                                                                 | 0 – 3                                                                  | Polonia                                                                | Mondiali 1982 - 2º turno                                               | -                                                                      | cap.                                                                   |
| 4-7-1982                                                               | Barcellona                                                             | Polonia                                                                | 0 – 0                                                                  | Unione Sovietica                                                       | Mondiali 1982 - 2º turno                                               | -                                                                      | cap.                                                                   |
| 8-7-1982                                                               | Barcellona                                                             | Italia                                                                 | 2 – 0                                                                  | Polonia                                                                | Mondiali 1982 - Semifinale                                             | -                                                                      | Cap. 51’                                                               |
| 10-7-1982                                                              | Alicante                                                               | Francia                                                                | 2 – 3                                                                  | Polonia                                                                | Mondiali 1982 - Finale 3º posto                                        | -                                                                      | Cap.                                                                   |
| 23-5-1984                                                              | Dublino                                                                | Irlanda                                                                | 0 – 0                                                                  | Polonia                                                                | Amichevole                                                             | -                                                                      | Cap.                                                                   |
| 29-8-1984                                                              | Drammen                                                                | Norvegia                                                               | 1 – 1                                                                  | Polonia                                                                | Amichevole                                                             | -                                                                      | Cap.                                                                   |
| 12-9-1984                                                              | Helsinki                                                               | Finlandia                                                              | 0 – 2                                                                  | Polonia                                                                | Amichevole                                                             | -                                                                      | Cap.                                                                   |
| 26-9-1984                                                              | Słupsk                                                                 | Polonia                                                                | 2 – 0                                                                  | Turchia                                                                | Amichevole                                                             | -                                                                      | Cap.                                                                   |
| 17-10-1984                                                             | Zabrze                                                                 | Polonia                                                                | 3 – 1                                                                  | Grecia                                                                 | Qual. Mondiali 1986                                                    | -                                                                      | Cap.                                                                   |
| 31-10-1984                                                             | Mielec                                                                 | Polonia                                                                | 2 – 2                                                                  | Albania                                                                | Qual. Mondiali 1986                                                    | -                                                                      | Cap.                                                                   |
| 8-12-1984                                                              | Pescara                                                                | Italia                                                                 | 2 – 0                                                                  | Polonia                                                                | Amichevole                                                             | -                                                                      | Cap.                                                                   |
| 27-3-1985                                                              | Sibiu                                                                  | Romania                                                                | 0 – 0                                                                  | Polonia                                                                | Amichevole                                                             | -                                                                      | Cap.                                                                   |
| 17-4-1985                                                              | Opole                                                                  | Polonia                                                                | 2 – 1                                                                  | Finlandia                                                              | Amichevole                                                             | 1                                                                      | Cap.                                                                   |
| 1-5-1985                                                               | Bruxelles                                                              | Belgio                                                                 | 2 – 0                                                                  | Polonia                                                                | Qual. Mondiali 1986                                                    | -                                                                      | cap. 43’                                                               |
| 16-11-1985                                                             | Chorzów                                                                | Polonia                                                                | 1 – 0                                                                  | Italia                                                                 | Amichevole                                                             | -                                                                      |                                                                        |
| 16-6-1986                                                              | Guadalajara                                                            | Brasile                                                                | 4 – 0                                                                  | Polonia                                                                | Mondiali 1986 - Ottavi di finale                                       | -                                                                      | 84’                                                                    |
| Totale                                                                 |                                                                        | Presenze (10º posto)                                                   | 91                                                                     |                                                                        | Reti                                                                   | 2                                                                      |                                                                        |

## Palmarès

### Giocatore

#### Club

##### Competizioni nazionali
- Campionato polacco: 3

Sląsk Wrocław: 1976-1977
Widzew Łódź: 1980-1981, 1981-1982
- Coppa di Polonia: 1

Sląsk Wrocław: 1975-1976

##### Competizioni internazionali
- Coppa Piano Karl Rappan: 1

Widzew Łódź: 1982

#### Nazionale
- Argento olimpico: 1

Montréal 1976

#### Individuale
- Miglior giovane dei Mondiali: 1[2]

Germania Ovest 1974